# Шварце Катц
Шварце Катц (нем. Schwarze Katz — чёрная кошка) — район немецкого винодельческого региона Мозель в окрестностях города Целль.
Согласно местной легенде, однажды в 1863 году закупавшие вино виноторговцы после продолжительной дегустации так и не могли выбрать, какое же из предложенных вин лучше. В этот момент в подвал, где происходили события, спустилась жена винодела. Её сопровождала чёрная кошка, которая запрыгнула на один из бочонков, выгнула спину и зашипела. Это показалось виноторговцам добрым знаком, и вино именно из этой бочки было закуплено. Успех этого вина был настолько велик, что виноторговцы скупили позднее все вина с этих территорий. После этого случая вся область и получила своё название «Черная кошка».
В 1936 году в старом центре города Целль был возведен фонтан в честь винодельческой области и прославившей её чёрной кошки. А с августа 2012 года площадь с круговым движением при въезде в город украшает скульптура, созданная карикатуристом Михаэлем Апицем и воплощенная скульптором Фридрихом Фрайбургом.

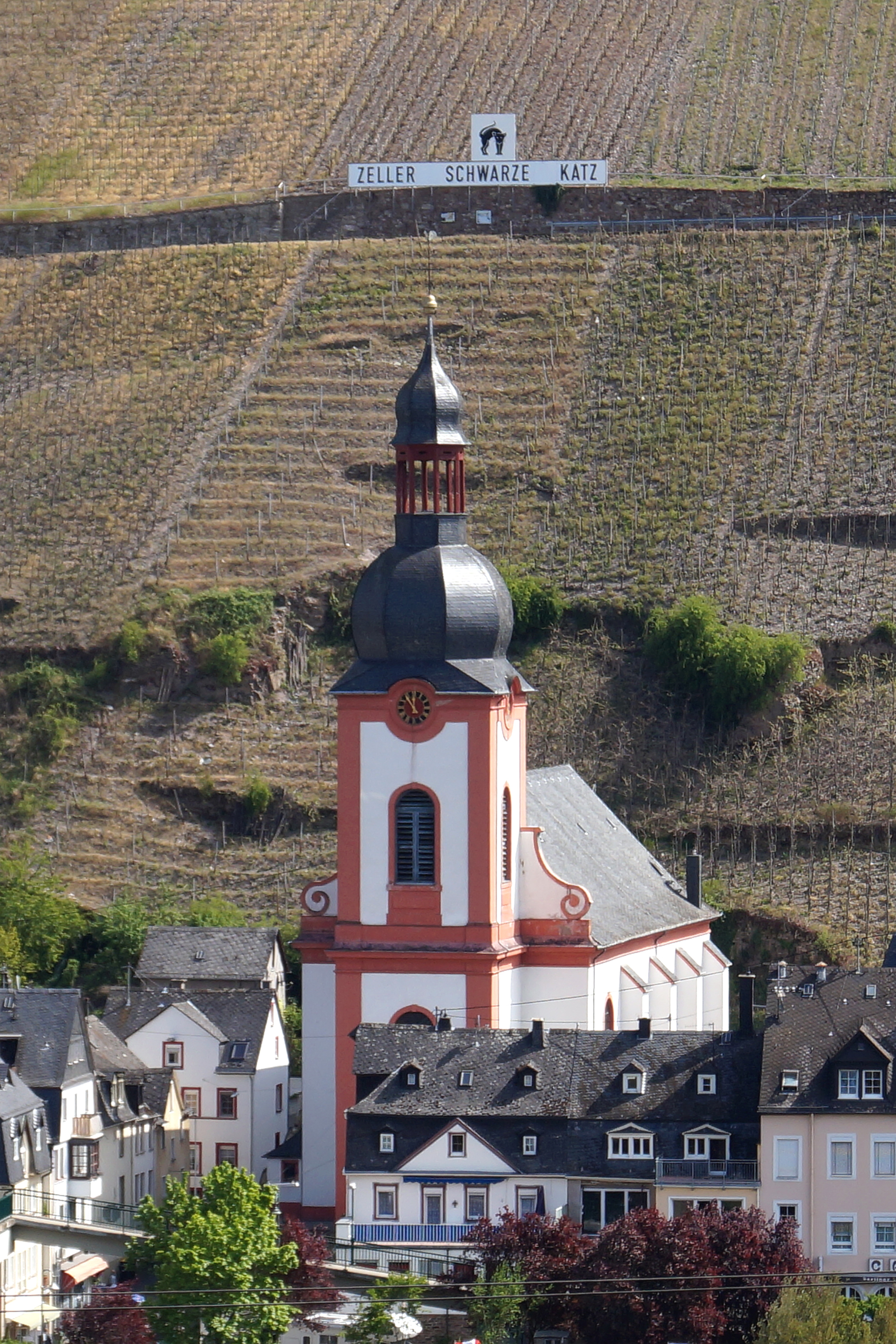
Область «Шварце Катц» с церковью св. Петра.
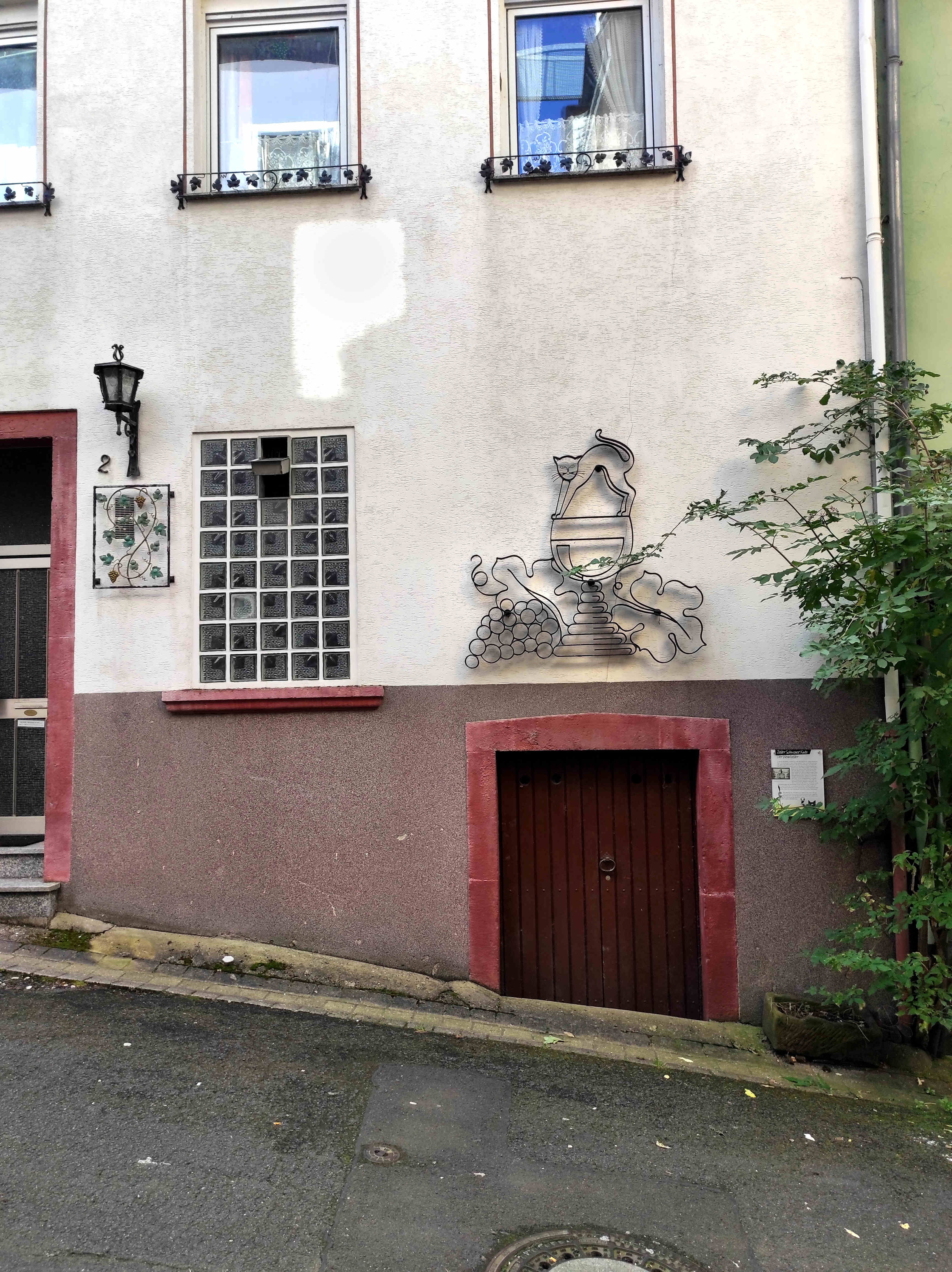
Винный погреб в Целле, где и возникла легенда о Черной кошке.
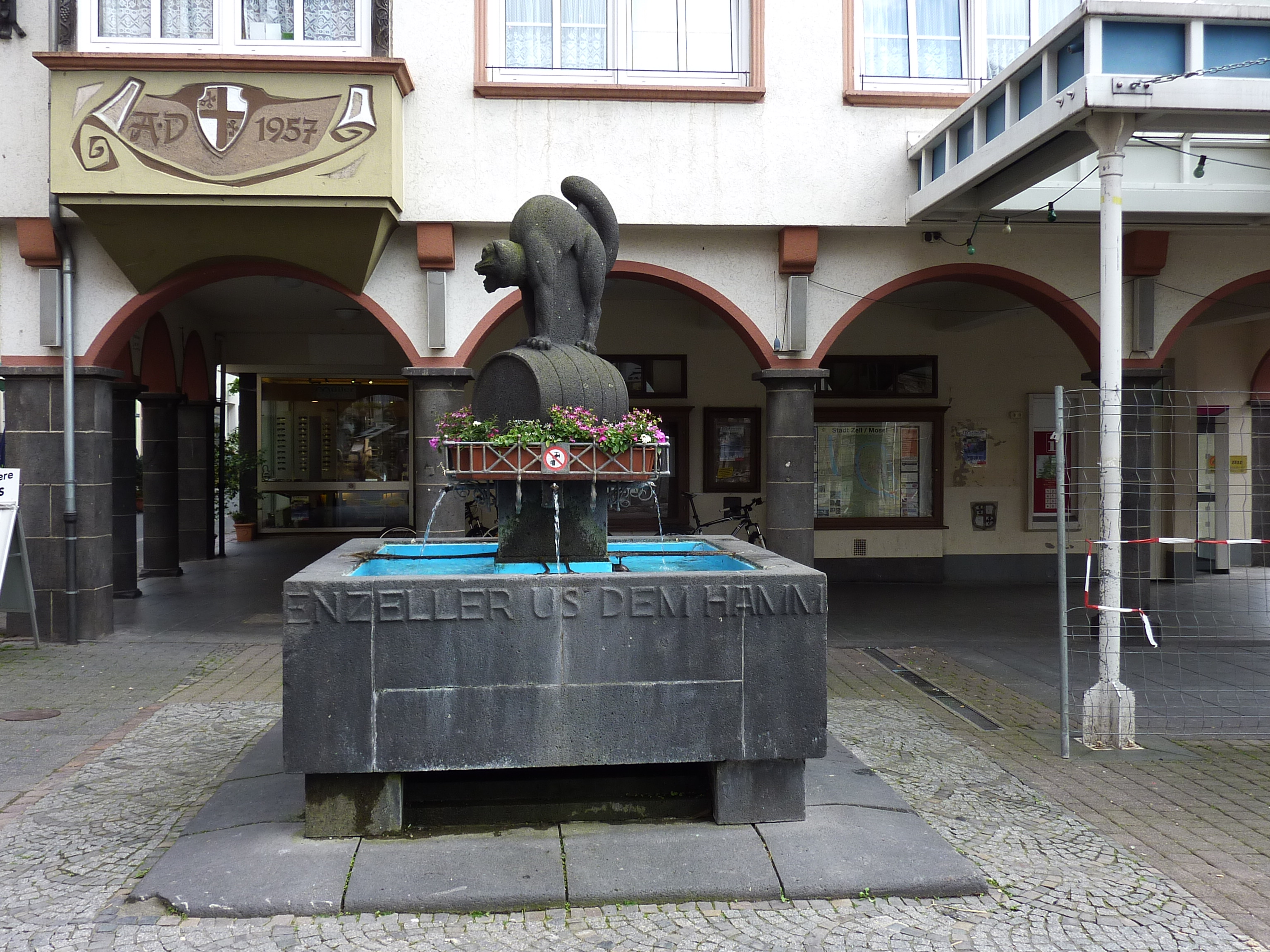
Фонтан посвященный черной кошке в старом центре города Целль.
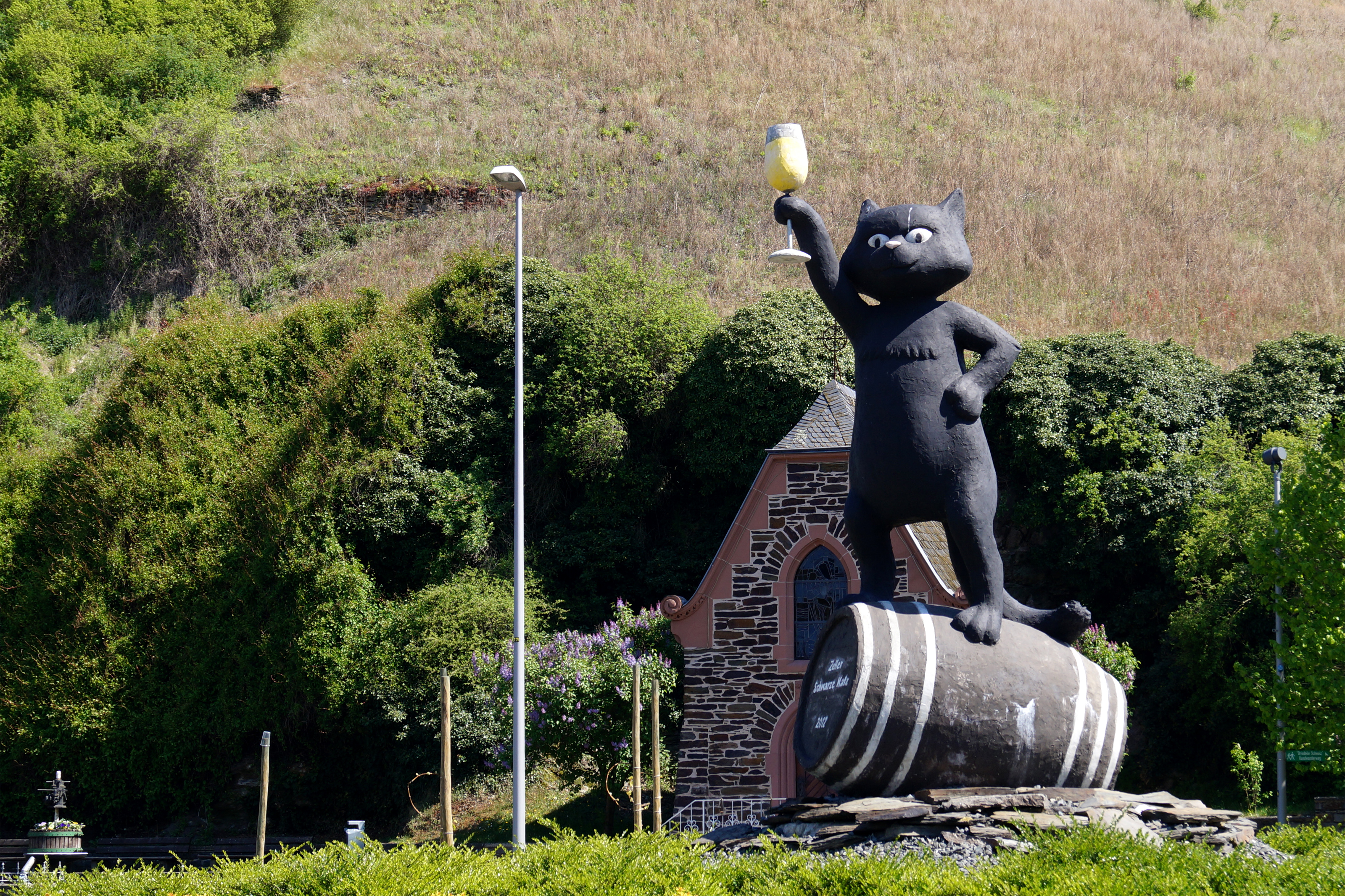
Скульптура черной кошки на въезде в город Целль.